# Depoortere
Depoortere is een Vlaamse achternaam. De naam is afkomstig van het begrip "poorter", een stedeling, een burger met poortersrechten. De naam komt hoofdzakelijk voor in het westen van België, in de provincies West-Vlaanderen, Oost-Vlaanderen en Henegouwen. Net als de variant Depoorter is de naam vooral verspreid over West-Vlaanderen, terwijl de varianten met spatie (De Poorter en De Poortere) meer in Oost-Vlaanderen geconcentreerd zijn.

## Bekende naamdragers
- Eefje Depoortere (1978), Belgisch journalist, gamer, gastvrouw van gameshows
- Joannes Depoortere (1793-1868), burgemeester van Anzegem
- Johan Depoortere (1944), Belgisch journalist
- Lander Depoortere (1993), Belgisch acteur
- Ortwin Depoortere (1970), Belgisch politicus